# Station Podkowa Leśna Główna
Station Podkowa Leśna Główna is een spoorwegstation in de Poolse plaats Podkowa Leśna.